# Siegfried (Hersfeld)
Siegfried  (geboren um 1130; gestorben 13. August 1200 in Hersfeld) war Benediktinermönch und von 1180 bis zu seinem Tod Abt der Reichsabtei Hersfeld. Er war als Berater und Diplomat für Kaiser Friedrich Barbarossa und dessen Sohn, Kaiser Heinrich VI. tätig, ebenso unterstützte er dessen Nachfolger, König Philipp von Schwaben. Unter seiner Leitung erlebte die Reichsabtei Hersfeld einen letzten Höhepunkt ihrer Bedeutung und ihres Einflusses im Reich.

## Leben
Siegfrieds Herkunft, seine Familie und seine Jugend sind nicht überliefert. Zu einem unbekannten Zeitpunkt trat er als Novize in das Kloster St. Johannes der Täufer auf dem Berge in Magdeburg ein. 1166 wurde er der Abt dieses Klosters, fünf Jahre später übernahm er zudem als Abt das Kloster Nienburg.
Nachdem Friedrich Barbarossa aus unbekannten Gründen im Jahr 1180 den Hersfelder Abt Adolf abgesetzt hatte, berief er entgegen dem Recht der Abtei auf freie Abtwahl Siegfried zum Abt der zu dieser Zeit bedeutenden Reichsabtei. Siegfried war dem Kaiser anscheinend als treuer Anhänger der Staufer bekannt. Der neue Abt wurde schnell in der Abtei als auch in der Reichspolitik aktiv. Bereits im Sommer 1181 zog Abt Siegfried mit Friedrich Barbarossa auf dessen Kriegszug gegen den Sachsenherzog Heinrich den Löwen und war auf dem Hoftag in Erfurt, auf dem sich Heinrich der Löwe dem Kaiser im November 1182 unterwarf. Ziemlich genau ein Jahr später erreichte Siegfried dank der Unterstützung des Kaisers auf dem nächsten Erfurter Hoftag eine vorteilhafte Übereinkunft mit dem Thüringer Landgrafen Ludwig III., immerhin einem Neffen des Kaisers, über die Vogteirechte der Abtei. Die Hersfelder Vogtei hatten seit Beginn des 12. Jahrhunderts die Gisonen innegehabt und dies zu Lasten der Abtei zum Ausbau ihrer Landesherrschaft genutzt. Abt Siegfried hatte 1180 nach dem Tod von Heinrich Raspe III., dem Bruder von Landgraf Ludwig III., der als Graf von Gudensberg auch die Hersfelder Vogteirechte der Gisonen geerbt hatte, die Vogtei der Reichsabtei für erledigt erklärt. Ludwig III. als Erbe seines Bruders wollte dies nicht akzeptieren, die Auseinandersetzung endete erst in Erfurt dank der kaiserlichen Vermittlung. Zwar bekam Ludwig III. alle Vogteien zugesprochen, die sein Bruder weiterverliehen hatte, der Abt erhielt jedoch alle Vogteien zurück, die Heinrich Raspe III. direkt besessen und nicht verliehen hatte. Nach dem Tod Ludwigs III. auf dem Dritten Kreuzzug schaffte Siegfried es zwar nicht, dem neuen Landgrafen, Ludwigs Bruder Hermann I., die verbliebenen Vogteirechte zu entziehen, dieser musste ihm jedoch als Kompromiss die Abtei Burgbreitungen mit allen Rechten abtreten.
1184 begleitete Abt Siegfried den Kaiser auf dessen sechstem Italienzug, zunächst nach Mailand. Für den Kaiser nahm er auch an Verhandlungen mit Papst Lucius III. teil. Er wurde für sein Wirken von Kaiser und Papst belobigt. Letzterer würdigte besonders die Rückgewinnung der Vogteirechte der Abtei und erließ am 3. November 1184 ein Dekret, das eine erneute Vergabe der Vogteirechte untersagte und die Anordnung enthielt, die hersfeldische Krayenburg nicht weiter zu verlehnen. Friedrich I. ergänzte dies einen Tag später durch die Befreiung der Krayenburg und der umliegenden Dörfer vom königlichen Spolienrecht. Trotz der 1184 auch dank Siegfrieds Einsatz erfolgreichen Verhandlungen brach der Konflikt zwischen Kaiser und Papst im Jahr 1186 wieder offen aus, nachdem der Kaisersohn Heinrich VI. in Mailand zum König von Italien gekrönt worden war und Konstanze von Sizilien geheiratet hatte. Zudem hatte der Kaiser die papsttreue Stadt Cremona unterworfen. Der neue Papst Urban III. weihte als Reaktion Folmar von Karden, einen Gegner des Kaisers, zum Erzbischof von Trier. In dieser Situation entsandte Friedrich Barbarossa Abt Siegfried zusammen mit dem Würzburger Bischof Gottfried I. von Spitzenberg und Bischof Otto II. von Bamberg zum Papst. Sie erreichten, dass der Papst die Absetzung Folmars zusagte. Otto II. und Siegfried wurden im Herbst 1187 erneut von Friedrich Barbarossa zum Papst gesandt. In Verona erfuhren sie jedoch vom Tod Urbans III. und trafen dessen Nachfolger Gregor VIII. Dieser war dem Kaiser mehr als sein Vorgänger gewogen und angesichts der Eroberung von Jerusalem durch Sultan Saladin schnell bereit, im Interesse eines neuen Kreuzzugs Frieden zu schließen. Bis zum Aufbruch Friedrich Barbarossas zum Dritten Kreuzzug war Siegfried erneut mehrfach beim Kaiser.
Auch Barbarossas Sohn Heinrich VI. stand Abt Siegfried, der den Kaiser nicht auf den Kreuzzug begleitet hatte, als Berater und Diplomat zur Seite. Mehrfach nahm er an dessen Hoftagen teil und bezeugte kaiserliche Urkunden, so 1190 in Saalfeld und 1195 in Gelnhausen und Worms. Er begleitete Heinrich VI. ab 1196 auf dessen dritten Italienzug mindestens bis Tarent, kehrte aber wahrscheinlich bereits vor dem überraschenden Tod des Kaisers nach Deutschland zurück. Im daraufhin ausbrechenden deutschen Thronstreit stand der staufertreue Siegfried auf Seiten von Philipp von Schwaben, auch wenn er an dessen Königswahl am 8. März 1198 in Mühlhausen/Thüringen nicht beteiligt war. Dafür zählte er zu den 26 Unterzeichnern der Speyerer Fürstenerklärung, mit der Papst Innozenz III. über die Wahl und einen geplanten Italienzug Philipps informiert wurde. Auch an Hoftagen Philipps in Würzburg im August 1199 und Goslar im Januar 1200 nahm der Hersfelder Abt noch teil.
Neben seinem reichspolitischen Engagement kümmerte sich Siegfried auch um das geistliche Leben sowie den Ausbau der Abtei und ihres Territoriums. Zunächst rief er eine besondere Kirchenfeier für die beiden Apostel und Schutzheiligen der Abtei, Simon Zelotes und Judas Thaddäus, ins Leben. 1190 gründete er in Aua ein Nonnenkloster und stattete es mit Gütern aus, das 1229 an seinen endgültigen Standort verlegte Kloster Blankenheim. Möglicherweise ist Siegfried auch Gründer des in einem von Papst Coelestin III. 1191 ausgestellten Schutzbrief erstmals erwähnten Benediktinerinnenklosters Kreuzberg an der Werra, das von ihm 1194 mit Gütern ausgestattet wurde.  Das 1202, kurz nach Siegfrieds Tod, erstmals erwähnte Kloster Frauensee geht eventuell ebenfalls auf ihn zurück. Die Grafen von Ziegenhain nahmen ihr Gebiet während Siegfrieds Amtszeit vom Hersfelder Abt zu Lehen. Siegfried befasste sich auch mit dem internen Landesausbau und ließ unbebautes Land urbar machen. Auf seine Tätigkeit gehen der Ort Ruppertsburg am Rand des Vogelsberg und die Besiedlung des heutigen Hersfelder Stadtteils Wehneberg im Norden der Stadt zurück. Die Stadt Hersfeld erhielt wahrscheinlich durch ihn einen Schultheiß, der mit Beringerus scultetus im Jahr 1182 erstmals bezeugt ist. Wahrscheinlich nahm dieser zunächst noch die herkömmlichen Rechte eines grundherrlichen Meiers wahr, das Schultheißenamt als städtische Institution entwickelte sich wohl erst in der Zeit nach dem Fall der Staufer. Siegfried konnte sich dank seiner Position als vom Kaiser unterstützter und tatkräftiger Reichsfürst gegenüber der aufstrebenden Stadt wohl noch problemlos durchsetzen.
Abt Siegfried war durch seine Aktivitäten in der Reichspolitik wie auch den erfolgreichen internen Ausbau prototypisch für einen geistlichen Reichsfürsten der Stauferzeit. Er verstarb überraschend am 13. August 1200, dem Gedenktag des Hl. Wigbert, neben den beiden Aposteln Simon Zelotes und Judas Thaddäus ebenfalls Schutzheiliger der Reichsabtei. Kurz zuvor hatte der zu dieser Zeit im Thronstreit auf Seiten des Welfen Otto IV. stehende Thüringer Landgraf Hermann I. die dortigen Gebiete der Abtei verheert, die Abwehr dieser Bedrohung fiel Siegfrieds Nachfolger Johann I. zu.